# UEFA Futsal Championship 1999
Il primo UEFA Futsal Championship, disputato nel 1999 in Spagna, è considerato il secondo campionato europeo per formazioni nazionali di calcio a 5.
Ai nastri di partenza delle qualificazioni si presentarono ventiquattro formazioni per sette posti disponibili, l'ottavo è destinato alla Spagna detentrice ed organizzatrice. Le formazioni vennero divise in quattro gironi da tre squadre e tre da quattro squadre, si qualificarono Croazia, Paesi Bassi, Jugoslavia, Italia, Belgio, Portogallo e Russia.
In Spagna le otto squadre vennero divise in due gironi da cui uscirono le quattro semifinaliste; la finale tra i padroni di casa e la Russia fu ad appannaggio degli ospiti, che si imposero ai calci di rigore, dopo che i tempi regolamentari si erano chiusi sul 3-3 con ben 4 gol nell'arco di 88 secondi. La finale per il 3º posto fu ad appannaggio della squadra nazionale italiana, per la prima volta sul podio nella manifestazione continentale.

## Convocati dalle nazionali
Russia1 Oleg Denisov, 2 Konstantin Erëmenko, 3 Denis Agafonov, 4 Aleksandr Verižnikov, 5 Temur Alekberov, 6 Marat Abjanov, 7 Michail Markin, 8 Dmitrij Gorin, 9 Vadim Jašin, 10 Arkadij Belyj, 11 Dmitrij Čugunov, 12 Il'ja Samochin, 13 Vladimir Grigor'ev, 14 Andrej Tkačuk, CT: Michail Bondarev
 Spagna1 Jesús Clavería, 2 Julio García, 3 Santiago Herrero, 4 Andreu Linares, 5 Vicentín, 6 Joan Linares, 7 Pato, 8 Javier Lorente, 9 Javier Sánchez, 10 Alberto Riquer, 11 Arnaldo Ferreira, 12 Luis Amado, CT: Javier Lozano
 Italia1 Marco Maresca, 2 Filippo Feliziani, 3 Daverson Franzoi, 4 Ivano Roma, 5 Gianni Faiola, 6 Paolo Minicucci, 7 Massimo Quattrini, 8 Massimiliano Mannino, 9 Mirko Antonazzi, 10 Andrea Rubei, 11 Gabriele Caleca, 12 Marco Ripesi, 13 Tadeu Veronesi, 14 Gianluca Plini, CT: Alessandro Nuccorini
 Paesi Bassi1 Michel Wentzel, 2 Hendrikus Lettinck, 3 Anton Biloro, 4 Hendrik Leatemia, 5 Pascal Langenhuijsen, 6 Maarten Frankfort, 7 Sander Van Dijk, 8 Moestafa Talha, 9 Edwin Grünholz, 10 Glenn Zeelig, 11 Marciano Boumann, 12 Thomas Sier, 13 Anouk Roest, CT: Nico Spreij
 Croazia1 Ivica Lemo, 2 Dean Delevski, 3 Goran Eklić, 4 Tomislav Gričar, 5 Mićo Martić, 6 Dinko Huskić, 7 Josip Palić, 8 Nikola Tomičić, 9 Pjer Malvasija, 10 Robertino Jelovčić, 11 Alen Delpont, 12 Željko Mijić, 13 Robert Grdović, 14 Boris Držanić, CT: Boris Durlen
 Portogallo1 Carlos França, 2 Luís Miguel, 3 Xana, 4 Vitinha, 5 Ivo Cristóvão, 6 Paulo Castelinho, 7 André Lima, 8 João Lopes, 9 Miguel Mota, 10 Gil Marques, 11 Nélito, 12 Náná, 13 Zézito, 14 António Teixeira, CT: Orlando Duarte
 Jugoslavia1 Ljubiša Ranđelović, 2 Željko Dragoljević, 3 Zoran Novaković, 4 Igor Ćetković, 5 Vojkan Vukmirović, 6 Zoran Zarić, 7 Nikola Vignjević, 8 Velimir Andrejić, 9 Zoran Pržulj, 10 Miodrag Petrika, 11 Andrija Vujović, 12 Ratko Matijašević, 13 Dragan Đokić, 14 Safet Kalezić, CT: Lajoš Kokai
 Belgio1 Geert Buvé, 2 Marc Kazanza, 3 Muradif Durić, 4 Karim Bachar, 5 Brahim Karkaje, 6 Benny Samuel, 7 Rudi Plompen, 8 Bart Michiels, 9 Kurt Gessner, 10 Tim Vergauwen, 11 Bart Ghijs, 12 Sven Vandenbrande, 13 Atabey Aktepe, 14 Erdal Murat, CT: Damien Knabben

## Fase a gironi

### Girone A
| Squadra     | Pti | G | V | N | P | GF | GS | DR |
| ----------- | --- | - | - | - | - | -- | -- | -- |
| Spagna      | 9   | 3 | 3 | 0 | 0 | 11 | 3  | +8 |
| Paesi Bassi | 4   | 3 | 1 | 1 | 1 | 10 | 7  | +3 |
| Croazia     | 3   | 3 | 1 | 0 | 2 | 8  | 14 | -6 |
| Jugoslavia  | 1   | 3 | 0 | 1 | 2 | 5  | 10 | -5 |

| Granada 22 febbraio 1999 | Croazia | 4 – 3 | Jugoslavia | Palacio Municipal de Deportes de Granada |

| Granada 22 febbraio 1999 | Spagna | 3 – 1 | Paesi Bassi | Palacio Municipal de Deportes de Granada |

| Granada 23 febbraio 1999 | Paesi Bassi | 1 – 1 | Jugoslavia | Palacio Municipal de Deportes de Granada |

| Granada 23 febbraio 1999 | Spagna | 3 – 1 | Croazia | Palacio Municipal de Deportes de Granada |

| Granada 25 febbraio 1999 | Paesi Bassi | 8 – 3 | Croazia | Palacio Municipal de Deportes de Granada |

| Granada 25 febbraio 1999 | Jugoslavia | 1 – 5 | Spagna | Palacio Municipal de Deportes de Granada |

### Girone B
| Squadra    | Pti | G | V | N | P | GF | GS | DR |
| ---------- | --- | - | - | - | - | -- | -- | -- |
| Russia     | 7   | 3 | 2 | 1 | 0 | 11 | 5  | +6 |
| Italia     | 5   | 3 | 1 | 2 | 0 | 8  | 6  | +2 |
| Portogallo | 2   | 3 | 0 | 2 | 1 | 4  | 6  | -2 |
| Belgio     | 1   | 3 | 0 | 1 | 2 | 1  | 7  | -6 |

| Granada 22 febbraio 1999 | Belgio | 0 – 0 | Portogallo | Palacio Municipal de Deportes de Granada |

| Granada 22 febbraio 1999 | Russia | 3 – 3 | Italia | Palacio Municipal de Deportes de Granada |

| Granada 23 febbraio 1999 | Italia | 3 – 3 | Portogallo | Palacio Municipal de Deportes de Granada |

| Granada 23 febbraio 1999 | Russia | 5 – 1 | Belgio | Palacio Municipal de Deportes de Granada |

| Granada 25 febbraio 1999 | Portogallo | 1 – 3 | Russia | Palacio Municipal de Deportes de Granada |

| Granada 25 febbraio 1999 | Italia | 2 – 0 | Belgio | Palacio Municipal de Deportes de Granada |

## Fase a eliminazione diretta

### Tabellone
|  | Semifinali  | Semifinali  | Semifinali |        |              | Finale          | Finale          | Finale          |  |
|  |             |             |            |        |              |                 |                 |                 |  |
|  | Russia      | Russia      | 9          |        |              |                 |                 |                 |  |
|  | Russia      | Russia      | 9          |        |              |                 |                 |                 |  |
|  | Paesi Bassi | Paesi Bassi | 6          |        |              |                 |                 |                 |  |
|  | Paesi Bassi | Paesi Bassi | 6          |        | Russia (dcr) | Russia (dcr)    | 3 (4)           |                 |  |
|  |             |             |            |        | Russia (dcr) | Russia (dcr)    | 3 (4)           |                 |  |
|  |             |             | Spagna     | Spagna | 3 (2)        |                 |                 |                 |  |
|  | Spagna      | Spagna      | Spagna     | Spagna | 3 (2)        | 3               |                 |                 |  |
|  | Spagna      | Spagna      |            |        |              | 3               |                 |                 |  |
|  | Italia      | Italia      | 1          |        |              | Finale 3º posto | Finale 3º posto | Finale 3º posto |  |
|  | Italia      | Italia      | 1          |        |              |                 |                 |                 |  |
|  |             |             |            |        |              |                 |                 |                 |  |
|  |             |             |            |        |              | Paesi Bassi     | Paesi Bassi     | 0               |  |
|  |             |             |            |        |              | Paesi Bassi     | Paesi Bassi     | 0               |  |
|  |             |             |            |        |              | Italia          | Italia          | 3               |  |

### Semifinali
| Arbitro: | Stefan Tivold |

| |           |                                                                            |
| Gorin 2'01'’ Erëmenko 5'02'’, 36'11'’, 36'32'’, 39'14'’ Markin 15'03'’, 22'07'’ Alekberov 21'06'’ Verižnikov 26'08'’ | Marcatori | 16'04'’, 34'10'’ Grünholz 17'05'’, 32'09'’, 38'13'’, 39'15'’ Langenhuijsen |

| Arbitro: | Euvezin Amler |

|                                           |           |                 |
| J. Linares 3'01'’, 26'04'’ Arnaldo 5'02'’ | Marcatori | 22'03'’ Franzoi |

### Finale 3º posto
| Arbitro: | Pedro Ángel Galán Nieto |

|  |           |                                           |
|  | Marcatori | 13'01'’ Caleca 20'02'’ Roma 36'03'’ Rubei |

### Finale
| Arbitri: | Martinus Van Den Becker Andrea Lastrucci |

|                                                  |                      |                                         |
| Belyj 27'02'’ Alekberov 33'03'’ Erëmenko 34'05'’ | Marcatori            | 8'01'’, 35'06'’ Lorente 34'04'’ Sánchez |
| Gorin Verižnikov Alekberov Erëmenko              | Tiri di rigore 4 – 2 | Arnaldo Riquer Pato J. Linares          |

## Campione
RUSSIA
(1º titolo)

## Classifica finale
| Pos. | Squadra     |
| ---- | ----------- |
|      | Russia      |
|      | Spagna      |
|      | Italia      |
| 4    | Paesi Bassi |
| 5    | Croazia     |
| 5    | Portogallo  |
| 7    | Jugoslavia  |
| 7    | Belgio      |